# Josef Schulz

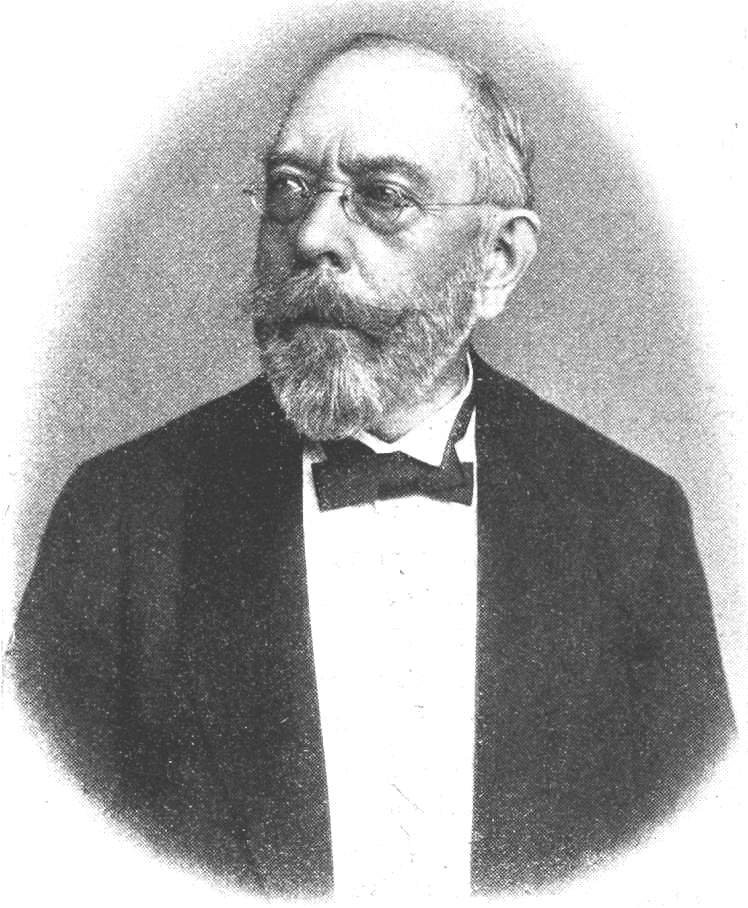
Josef Schulz.

Josef Schulz, född 11 april 1840 i Prag, död där 15 juli 1917, var en tjeckisk (böhmisk) arkitekt.
Schulz blev 1878 ordinarie professor i arkitektur vid Prags (tjeckiska) tekniska högskola och utförde flera monumentala byggnadsverk i Prag: Nationalteatern, Rudolfinum, Böhmiska museet, Konstindustriella museet med mera, samt restaurerade många kyrkor och slott i Böhmen, varibland Wallensteinska palatset i Prag.